# Terre Hill, Pennsylvania
Terre Hill là một thị trấn thuộc quận Lancaster, tiểu bang Pennsylvania, Hoa Kỳ. Năm 2010, dân số của thị trấn này là 1295 người.